# Tatort: Wenn Steine sprechen
Wenn Steine sprechen ist eine Folge der ARD-Krimireihe Tatort. Die vom Südwestfunk (SWF) produzierte Episode wurde erstmals am 13. Februar 1972 in der ARD ausgestrahlt. Es ist die einzige Folge mit Kommissar Horst Pflüger.

## Handlung
Der Obdachlose Matysiak wird zusammengeschlagen und schwer verletzt. Er wird in ein Krankenhaus eingeliefert. Der Mann, der sich kurz zuvor noch in München aufgehalten hatte, redet dem Krankenhauspersonal gegenüber von einem Mord und wollte zur Kripo. Ferner erwähnt er einen Bunker.
Kommissar Pflüger kann aus ihm herausbekommen, dass es um den Westwallbunker am Rheinufer geht und dass dort ein Lothar im Mai 1939 ermordet worden war. Danach kann der Obdachlose nicht weiter sprechen, kurz danach wird er im Krankenhaus von einem Unbekannten ermordet, indem ihm Luft in die Venen injiziert wurde.
Am Rheinufer wird ein Angler als Zeuge ermittelt, der den Obdachlosen gesehen hat, der sich am Bunker aufgehalten hat und gegen den Bunker schlug. Ein anderer Mann habe ihn dabei gesehen und sei ihm gefolgt. Es kann außerdem ermittelt werden, dass es sich bei dem Opfer wahrscheinlich um Lothar Windegger geht, der seit Mai 1939 vermisst wird. Damals wurde vermutet, dass der aus München stammende Mann sich zur Fremdenlegion nach Frankreich abgesetzt hat.
Kommissar Pflüger sucht seinen Kollegen Veigl in München auf und besucht mit ihm zusammen die Mutter des Vermissten. Diese übergibt Pflüger ein Foto, auf dem ihr Sohn gemeinsam mit dem getöteten Obdachlosen und zwei weiteren Männern zu sehen ist. Es kann ermittelt werden, dass der Krankenhaus-Masseur Pohl einer der beiden unbekannten Männer auf dem Foto ist. Er war auch im Krankenhaus, als der Obdachlose dort ermordet wurde. Pohl war auch anwesend, als die Krankenschwester Kommissar Pflüger über die Aussage des Obdachlosen informiert hatte. Anschließend hatte er sich nach dem Wohlbefinden des Patienten erkundigt.
Pohl wird nervös, als die Polizei gegen ihn ermittelt, und sucht den reichen Bauunternehmer Wolfgang Bernbacher auf, um Geld für seine Flucht zu erbitten. Bernbacher rät ihm von einer Flucht ab. Aus dem Gespräch ergibt sich, dass die beiden Männer sich seit Jahrzehnten kennen und Pohl zwölf Jahre zuvor aus der DDR geflohen war. Damals hatte Bernbacher ihm wegen ihrer alten Bekanntschaft finanziell geholfen, damit er im Westen Fuß fassen konnte. Bernbacher hatte vor dem Krieg mit den anderen drei Männern für eine Baufirma gearbeitet, später die Tochter seines Chefs geheiratet und dann die Baufirma übernommen. Mittlerweile ist er einer der angesehensten Bürger Baden-Badens.
Bernbacher ist der vierte Mann auf dem Foto. Alle vier haben 1939 den Bunker am Westwall erbaut. Weil sie sich von Windegger beim Kartenspiel betrogen fühlten, brachten sie ihn um und betonierten ihn im Bunker ein. Die Leiche kann von Pflüger mithilfe von Gerätschaften, die die Firma Bernbachers zur Verfügung stellt, gefunden werden.
Matysiak wollte sein Gewissen über die damalige Tat erleichtern und wurde daher von Pohl ermordet. Bernbacher kann keine Beteiligung an der Tat nachgewiesen werden, doch kommt niemand zu seinem alljährlichen Sommerfest – offensichtlich ist er gesellschaftlich ruiniert.

## Besonderheiten
Es handelt sich um den einzigen Fall des Kommissars Pflüger, der zugleich auch die erste „Eintagsfliege“ unter den Tatort-Ermittlern ist. Die Kostüme stammen von Wally Alschansky.
Im Fall wurde die damals herrschende Rechtsauffassung zugrunde gelegt, dass Morde aus den 1930er Jahren verjährt sind, weil damals eine Verjährung nach 20 Jahren eintrat. Allerdings stellte der Bundesgerichtshof im Fall Erich Mielke in seinem Urteil vom 10. März 1995 klar, dass das Rückwirkungsverbot des Strafgesetzbuchs sich nur auf die Tat selbst, nicht jedoch auf die Verjährungsregeln bezieht, so dass Taten, die zum Zeitpunkt der Änderung der Verjährungsvorschriften noch nicht verjährt waren, weiterhin verfolgt werden können. Insofern wäre der Krankenhaus-Masseur Pohl nicht nur wegen des Mordes am Obdachlosen Matysiak, sondern auch wegen des Mordes an Lothar Windegger zu verurteilen. Eine mögliche Anstiftung Bernbachers zum Mord an Windegger hingegen wäre in der Tat verjährt.